# Serengeti darf nicht sterben
Serengeti darf nicht sterben é um filme-documentário alemão de 1959 dirigido e escrito por Bernhard Grzimek. Venceu o Oscar de melhor documentário de longa-metragem na edição de 1960.

## Elenco
- Bernhard Grzimek - Narrador